# William Townshend (député)
William Townshend (9 juin 1702 - 28 janvier 1738) est un homme politique britannique.

## Biographie
Il est le troisième fils de Charles Townshend, 2e vicomte Townshend et sa première épouse Elizabeth Pelham. 
Il est le frère de Charles Townshend, 3e vicomte Townshend, Thomas Townshend et Roger Townshend, il est également l'oncle de George Townshend, 1er marquis Townshend et de Charles Townshend. 
Il est élu à la Chambre des communes de Great Yarmouth en 1723, poste qu'il occupe jusqu'à sa mort. Il vit à Honingham Hall à Norfolk .

## Famille
Il épouse, en 1725, Henrietta Powlett (1700-1753), fille de William Powlett et d'Anne Egerton. Ils ont deux enfants.
- Caroline Townshend (14 juillet 1727 - 13 janvier 1809) épouse Frederick Cornwallis (5 mars 1713 - 17 mars 1783), sans descendance ;
- Charles Townshend, 1er baron Bayning (27 août 1728 - 19 mai 1810) épouse Annabella Smith-Powlett (1754 - 1825), dont descendance.